# دووریشته (استان کیوستندیل)
دووریشته (به بلغاری: Dvorishte) یک منطقهٔ مسکونی در بلغارستان است که در شهرستان کیوستندیل واقع شده‌است.